# Treinramp tussen Andria en Corato
De treinramp tussen Andria en Corato is een Italiaanse treinramp tussen Andria en Corato in Apulië die plaatsvond op 12 juli 2016.
Op die datum, rond half twaalf in de voormiddag, botsten twee treinen tegen elkaar aan in de buurt van Andria op een enkelspoor, onderdeel van de spoorweg tussen Bari en Barletta, die werd uitgebaat door de spoorwegmaatschappij Ferrotramviaria. Bij de botsing kwamen drieëntwintig passagiers om het leven en raakten vierenvijftig passagiers gewond.
Een van de betrokken treinen was een Alstom Coradia Minuetto-treinstel van het type ELT 200 uit 2004. De andere was een ETR 340 uit 2009, hetgeen een model van een Stadler FLIRT is. Elke treinstel telde vier wagons.
Enkele gewonden werden met een helikopter afgevoerd naar ziekenhuizen.
De Italiaanse premier Matteo Renzi onderbrak vanwege de ramp zijn reis naar Milaan en keerde terug naar Rome. Het overheidscontroleorgaan Agenzia Nazionale per la Sicurezza delle Ferrovie (ANSF) werd belast met een onderzoek naar het ongeval.